# اچ‌ام‌اس گرینویچ (۱۶۶۶)
اچ‌ام‌اس گرینویچ (۱۶۶۶) (به انگلیسی: HMS Greenwich (1666)) یک کشتی بود که طول آن ۱۱۰ فوت (۳۴ متر) بود.